# 侯莫陈崇
侯莫陈崇（？—563年2月28日），复姓侯莫陈氏，本姓刘氏，字尚乐，代郡武川镇（今内蒙古自治区呼和浩特市武川县）人，北魏、西魏、北周官员，西魏八柱国之一。

## 生平
侯莫陈崇的祖先是拓跋氏的别部，居住在库斛真水。侯莫陈崇的五世祖是太骨都侯，太骨都侯的后裔世代为渠帅。侯莫陈崇的祖父侯莫陈允，以良家子弟的身份镇守武川镇，因此在那里安家，侯莫陈崇的父亲侯莫陈敬，任殿中将军、羽林监，后来因为侯莫陈崇的功勋，追赠柱国、太保、清河郡公。
侯莫陈崇从小骁勇，善于骑马射箭，谨慎少言语。永安元年（528年），侯莫陈崇虚龄十五岁时，跟随贺拔岳和尔朱荣征讨葛荣。永安二年（529年），侯莫陈崇又跟随元天穆讨伐邢杲，平定了邢杲，因功任建威将军。永安二年，侯莫陈崇又跟随贺拔岳在洛阳击败元颢，升任直寝
。
永安三年（530年）四月，侯莫陈崇跟随贺拔岳进入关中，击败赤水蜀。当时万俟丑奴围困岐州，派遣部将尉迟菩萨率领部队前往武功。侯莫陈崇跟随贺拔岳奋力作战击败尉迟普萨，乘胜追击，解除岐州的围困。侯莫陈崇又进军到百里细川，攻破贼帅侯伏侯元进的营寨。万俟丑奴率领余部逃到高平，侯莫陈崇与轻装骑兵追击，到泾州长坑赶上敌人。贼人还没有布好阵势，侯莫陈崇单骑冲入敌人军中，在马上将万俟丑奴活捉，于是大声呼喊，万俟丑奴率领的部众溃散，没有人敢抵挡。侯莫陈崇的后续骑兵纷纷赶到，万俟丑奴的部众因此全部逃散，侯莫陈崇大败敌人。贺拔岳把万俟丑奴所乘的马匹和宝剑、金带赏给侯莫陈崇。侯莫陈崇出任安北将军、太中大夫、都督，封临泾县侯，食邑八百户。
永熙三年（534年）正月，贺拔岳被侯莫陈悦害死，侯莫陈崇与诸将共同谋划迎立宇文泰。宇文泰来到军中，原州刺史史归还在为侯莫陈悦守城。宇文泰派侯莫陈崇袭击史归。侯莫陈崇暗中在夜间出兵，在夜里悄悄出兵，率领数名轻骑兵，径直来到原州城下，其余的兵马都埋伏在附近路边。史归见侯莫陈崇的骑兵很少，就不设置防备，侯莫陈崇立即入据城门。当时李远兄弟在城中，事先得知侯莫陈崇来到，于是在城内外呐喊，埋伏的士兵全部出现，于是擒获史归，将他斩首。宇文泰以侯莫陈崇代理原州刺史。侯莫陈崇又跟随宇文泰平定侯莫陈悦，转任征西将军。宇文泰又派侯莫陈崇安抚秦州，另封广武县伯，食邑七百户。
大统元年（535年），侯莫陈崇出任泾州刺史，加散骑常侍、大都督，进爵为公，屡次升任车骑大将军、仪同三司、骠骑大将军、开府仪同三司，改封彭城郡公，食邑三千户。大统三年八月丁丑（537年9月4日），宇文泰率领李弼、独孤信、梁御、赵贵、于谨、若干惠、怡峰、刘亮、王德、侯莫陈崇、李远、达奚武十二名将军东征。侯莫陈崇跟随宇文泰活捉窦泰、收复弘农、攻克沙苑，增加食邑二千户。大统四年（538年），侯莫陈崇跟随宇文泰参加河桥之战，侯莫陈崇战功最多。大统七年（541年），稽胡反叛，侯莫陈崇率军将其讨伐平定。不久，侯莫陈崇出任雍州刺史，兼任太子詹事。大统十五年（549年），侯莫陈崇进位柱国大将军，转任少傅。大统十六年（550年）十一月，宇文泰率军向东进发到崤山和陕州，派遣行台侯莫陈崇从齐子岭直取轵关，仪同杨檦从鼓钟道出建州，攻陷孤公戍。北齐朝廷诏令潘乐总帅大军抵御。潘乐昼夜兼程，至长子，派遣仪同韩永兴从建州以西进攻侯莫陈崇，侯莫陈崇于是退走。魏恭帝元年（554年），侯莫陈崇出任宁州刺史，升任尚书令。魏恭帝三年春正月丁丑（556年1月28日），北周六官建立，侯莫陈崇出任大司空。周孝闵帝宇文觉登基，侯莫陈崇于周孝闵帝元年正月乙卯进封梁国公，食邑一万户。周孝闵帝元年二月甲午，侯莫陈崇出任太保。周明帝二年（557年）五月乙未，侯莫陈崇出任大宗伯。武成元年五月辛亥（560年6月9日），侯莫陈崇出任大司徒。
时晋国公宇文护独揽朝政。保定三年正月乙酉（563年2月28日），宇文护派兵将侯莫陈崇的私人住宅包围，逼令侯莫陈崇自杀。谥曰躁。宇文护被杀后，改谥莊闵。

## 其他
大将军王勇生性刚猛，是当时的骁将。然而王勇喜欢夸耀自己的功劳和长处，宣扬别人的短处，舆论也因此鄙视他。侯莫陈崇功勋高威望重，曾与各位将军一起去拜谒晋国公宇文护，听说王勇爱数落别人的短处，就当众羞辱王勇。王勇因此愤怒和羞愧交加，背上毒疮发作而死。

## 家庭

### 五世祖
- 太骨都侯

### 祖父
- 侯莫陈允

### 父亲
- 侯莫陈敬，一名兴，北魏殿中将军、羽林监，后追赠柱国、幽朔六州诸军事、朔州刺史、清河郡公[1]

### 兄弟姐妹
- 侯莫陈顺，北周柱国、少师、平原郡公
- 侯莫陈琼，北周上柱国、脩武恭公
- 侯莫陈凯，隋朝礼部尚书、三巴文公
- 刘氏，嫁北周使持节、大将军、雍州牧、蒲山公李曜

### 子女
- 侯莫陈芮，隋朝上柱国、梁国公
- 侯莫陈颖，隋朝大将军、南海郡太守、升平定公
- 侯莫陈晖，隋朝大将军、易州刺史、左武候大将军、长利宜公
- 刘氏，第三女，嫁隋朝使持节、上大将军、四州八镇诸军事、兰州刺史、海安郡开国公耿雄[32]

### 孙子
- 侯莫陈乾会，名肃，以字行，侯莫陈颖之子，宋赵明诚《金石录》有《隋桂州总管侯莫陈颖墓志》、《乾会碑》。
- 侯莫陈惠，侯莫陈晖第三子，杨谅属下任职
- 侯莫陈毅，侯莫陈晖第六子，唐宁远将军、南宾县开国男，夫人兰陵萧氏，梁明帝第七女

## 延伸阅读
[在维基数据编辑]
 《周書·卷16》，出自令狐德棻《周書》
 《北史·卷060》，出自李延壽《北史》